# Kosmos 931
O Kosmos 931 (em russo: Космос 931, significado Cosmos 931) foi um satélite soviético de sistema de alerta anti-mísseis intercontinentais. O satélite foi projetado como parte do programa Oko para identificar lançamentos de mísseis usando telescópios ópticos e sensores infravermelhos.
O Kosmos 931 foi lançado em 20 de julho de 1977 do Cosmódromo de Plesetsk, União Soviética (atualmente na Rússia) através de um foguete Molniya-M. O foguete foi lançado com sucesso e posicionou o satélite em uma órbita Molniya. 
O Kosmos 931 encerrou suas operações em 24 de outubro de 1977.